# HC electronics
HC electronics a.s. je elektrotechnická firma z Hradce Králové, jež vznikla v roce 1992.

## Historie
Společnost HC electronics s.r.o. byla založena roku 1992 a vznikla oddělením části organizace od akciové společnosti Tesla Hradec Králové.[nenalezeno v uvedeném zdroji]
Do roku 1999 společnost sídlila v pronajatých prostorách areálu Tesly a v říjnu roku 1999 přesunula svoji výrobu do vlastní budovy B v Kalendově ulici čp. 688 s výrobní plochou 1200 m². Největšími zákazníky byly společnosti dodávající finální výrobky do radiokomunikační a telekomunikační techniky, energetiky, plynárenství, vojenského a automobilového průmyslu a také výrobci osvětlovací techniky.[zdroj?]
Při svém vzniku navázala na tradici Tesly Hradec Králové a jejími výrobními činnostmi byl vývoj a výroba krystalových oscilátorů a hybridních integrovaných obvodů. S tím, jak klesal v průběhu roku 1994 celosvětově zájem o výrobu hybridních integrovaných obvodů, byla zahájena příprava na zavedení nové technologie osazování plošných spojů povrchovou montáží. K této technologii přibylo již v následujícím roce také osazování klasickou montáží.[zdroj?]
Pro zákazníky firma zajišťuje nákup SMD i vývodových součástek, výrobu plošných spojů i testování hotových výrobků. Velkou část sortimentu SMD součástek má na skladě. Již od roku 1995 byla velmi úspěšná také nabídka sad s SMD součástkami, která byla využívána pracovníky vývoje, opraváři, drobnými prodejci elektroniky apod.[zdroj?]
V roce 2004 došlo k nákupu dalšího objektu (nyní budova A) a tím k přesunu části výroby do nově zrekonstruovaných prostor. O 3 roky později odešel z firmy jeden z vlastníků, takže pokračovala jen s pěti majiteli. Roku 2012 došlo zatím k poslednímu nemovitostnímu nákupu (budova C), aby mohly být rozšířeny skladové prostory.
Původní společnost s ručením omezeným zanikla k 1. lednu 2023 sloučením s mateřskou firmou HC electronics Holding a.s., která se následně 2. ledna 2023 přejmenovala na HC electronics a.s.